# Локве (Нова Гориця)
Локве (словен. Lokve) — розпорошене поселення в общині Нова Гориця, Регіон Горишка, Словенія. Висота над рівнем моря: 928,6 м. Це відомий туристичний центр, який служить в основному як місце літнього відпочинку для містян Нова Гориця і муніципалітету Гориція (Італія).